# Ликург (оратор)
Ликург из Атине (грч. Λυκοῦργος, око 390—325/4. п. н. е.) је био атински политичар, оратор и филозоф. Био је изузетно успешан министар финансија Атине, тако да је приходе повећао неколико пута на 1.200 таланата. Атина је за време његовога управљања била просперитетна и са великим војним потенцијалом.

## Порекло, детињство и младост
Рођен је у Атини око 390. п. н. е. Отац му је био Ликофрон из племићке породице. Његов деда Ликург погубљен је од Тридесторице тирана. Чланови њихове породице наслеђивали су функцију Посејдонових свештеника. Рано се посветио студијама филозофије у Платоновој Академији, а касније постаје један од Исократових ученика. Доста рано прихватио се јавних функција.

## Скроман живот
Иако је наследио богатство живео је веома скромно. Морао је да се и унутар своје породице бори против аристократских навика и луксуза. Он је предложио закон о луксузу, који је требало да ограничи богатије да се пред сиромашнијима не размећу и иду у кочијама на мистерије. Међутим његова властита жена је прва прекршила закон. Ликург је сам платио велику казну 1 таланат због тога прекршаја.

## Антимакедонски расположен политичар
Политички је био на страни Демостена, а против Демада и Фокиона. Био је антимакедонски расположен. Током 343. п. н. е. пратио је Демостена на Пелопонез, када је он настојао да скупи подршку против Филипа II Македонскога. Након битке код Херонеје Ликург је оптужио генерала Лисикла и на његово инсистирање Лисикле је осуђен на смрт. Док је Александар Велики ратовао на северу против Илира и Трачана Теба се побунила, а Демостен и Ликург су охрабрили Атињане да изгласају слање помоћи и новца Теби. Када је Александар разорио Тебу 335. п. н. е. тражио је да му Атињани предају девет истакнутих државника и генерала, а међу њима су били Демостен, Хиперид, Ликург и други важнији Атињани расположени антимакедонски. Александар је грубо дочекао прву атинску делегацију поцепавши им папире. Међутим примио је промакедонски оријентисанога Фокиона, који је ублажио Александров гнев толико да је Александар одустао од захтева за поредајом антимакедонских политичара. Фокион је спасио Демостена и Ликурга, иако су они били његови и македонски непријатељи.

## Веома успешно руководи атинским финансијама
Од око 338. до 327. п. н. е. био је атински министар финансија, тј. бринуо се о атинским јавним приходима. Три пута је био биран на ту функцију, сваки пута у трајању од по четири године. Пре њега нико није могао да два пута врши ту функцију. Био је веома успешан и успео је да подигне атинске приходе до 1.200 таланата. Приходи пре тога били су само 60 таланата. До повећања прихода дошло је захваљујући многим Ликурговима иницијативама да се повећа база индиректнога опорезивања. Одговарајућима законима привукао је метеке и стране трговце у Атину. У то време Атињани су намеравали да оснују колонију и у Јадранском мору, да би се осигурала трговина. Повећањем трговине повећали су се приходи од лучких и трговачких такси. Већи прилив странаца значио је и повећање прихода од пореза на метеке. Приходи од рудника сребра били су под великим надзором. Повећао се приход и од распродаје имовине одузете од окорелих криминалаца.

## Следи Периклеов узор
Он је после Периклеа изградио највећи број државних грађевина. Између осталих грађевина изградио је театар, арсенал, стадион и гимназиј. По Периклеовом узору поставио је велику благајну на акропољу, са много злата и сребра. То злато се износило за време свечаности да би се истакао поновни успон Атине. Имао је укус за велике и лепе ствари, што је и показао украшавајући нове грађевине. Дао је да се изгради велика флота од 400 бродова, а напунио је и велико складиште са много оружја. Уживао је велики углед тако да су му поверили на чување свој новац. Очистио је град од разних лопова и превараната.

## Грчке трагедије
Наредио је да се подигну бронзане статуе Есхилу, Софоклу и Еурипиду и да се копије њихових трагедија чувају у државном архиву. Циљ је био да се не искривљава оригинални текст.